# Johan van Veen
Johan van Veen né à Uithuizermeeden, le 21 décembre 1893, et décédé le 9 décembre 1959 à La Haye, est un ingénieur néerlandais en gestion de l'eau, souvent considéré comme le « père du Plan Delta ».

## Formation
Johan van Veen est le cinquième d'une famille d'agriculteurs de sept enfants. À partir de 1913, il étudie le génie civil au lycée technique de Delft, dont il est diplômé en 1919.

## Office des eaux
Après son diplôme, il travaille à l'Office des eaux, pour la province de Drenthe. Les fonctions de ce bureau étaient d'étudier l'amélioration des drainages et des routes, afin d'augmenter le rendement des zones agricoles et leur transport. Après la Première Guerre mondiale, les Pays-Bas étaient devenus fortement dépendants de l'étranger pour leur nourriture, ce qui s'est fait ressentir douloureusement pendant l'entre-deux-guerres.

## Suriname
En 1926, Johan van Veen quitte le Bureau et d'août 1926 à octobre 1928, il travaille au Suriname pour une compagnie de bauxite.

## Ministère des Travaux publics
Fin 1928, il revient aux Pays-Bas et commence une carrière dans la Rijkswaterstaat. Ce bureau s'occupe de l'amelioration des drainages et des routes afin d'augmenter le rendement des terres agricoles et de faciliter le transport des recoltes. Il travaille à l'étude des estuaires, du phénomène des marées sur les rivières et les côtes. Il publie des traités sur les courants et le déplacement des sables, l’amélioration des estuaires, la salinité et les phénomènes liés aux inondations.
Dès 1937, il publie sous son véritable nom dans le cadre de son travail, ainsi que sous le pseudonyme de Dr Cassandra, des articles avertissant du danger que présentent les digues sous-dimensionnées du sud-ouest des Pays-Bas. Sous son pseudonyme, il peut dire ce qu'il pense réellement sans s'attirer des problèmes personnels.
Les études dans les années trente montrent que les digues sont trop faibles. En 1939, la Stormvloedcommissie publie un rapport ; le renforcement des digues dans de nombreux endroits n'est pas possible, Johan van Veen indique qu’il faut plutôt travailler sur les barrages et les connexions entre les différentes îles.
En 1946, il est nommé secrétaire de la Stormvloedcommissie ; celle-ci conclut à nouveau que toutes les digues du sud-ouest des Pays-Bas sont trop basses. En 1950, des travaux de fermeture de la Brielse Maas débutent. À partir de décembre 1952, il demande à Jacob Algera, ministre des Travaux publics (1952-1958), d’étudier la possibilité de fermer les bras de mer entre Walcheren et Voorne. Le rapport du plan de fermeture est publié à la fin de janvier 1953. Quelques jours plus tard, l’inondation du 1er février 1953 survient en  Zélande, Hollande-Méridionale et Brabant-Septentrional. Peu après cette catastrophe, le plan Delta est finalement décidé et à son achèvement plusieurs décennies plus tard, toutes les îles sont reliées les unes aux autres ; seuls le Nieuwe Waterweg et l'Escaut occidental restent ouverts.
Johan van Veen peut également être considéré comme le fondateur de l'Eemshaven, le port dans le Nord du departement Groningen. Il y fait construire sa maison.
Le personnage de Joost Ven dans le premier roman de Rik Launspach, publié en 2009 et filmé la même année, est inspiré par Johan van Veen.

## Plan Delta
Van Veen dénonça  l’état déplorable des défenses  néerlandaises  contre les  inondations  dès 1937. Il stipula qu’un désastre était imminent mais ses inquiétudes n’attirèrent  aucun soutien politiquement parlant. Ceci principalement parce que l’amélioration des digues coûterait beaucoup d’argent, et juste après la guerre, il n’y avait pas de fonds aux Pays-Bas (Le pays  était alors financièrement dépendant du plan Marshall). Il avait déjà publié un livre en anglais sur l’histoire de l’ ingénierie hydrologique néerlandaise (Dredge, Drain, Reclaim, the Art of a Nation).
Dans les publications ultérieures de cet ouvrage, il ajouta un chapitre signé Dr Cassandra, pseudonyme qu’il utilisait, dénonçant ces dangers. Son dernier rapport de mise en garde était une étude décrivant les risques et comprenant un plan d’amélioration de la situation en fermant certains estuaires. Le document  remonte au 29 janvier 1953. Lors de la nuit suivante, les Pays-Bas  furent  frappés par la plus grosse série de tempêtes jamais en registrée, L’inondation de la mer du nord du 1er février 1953. À la suite de ce sinistre, une commission d’État fut mise en place (le 18 février 1953) et Johan Van  Veen fut nommé Secrétaire de la Commission d’Etat. En mai 1953, la commission proposa son premier rapport en interne, en préconisant la fermeture immédiate de la “Hollandse IJssel” avec une barrière contre les tempêtes et inondations et l’activation du plan Van Veen  consistant à fermer certains estuaires (Les travaux Delta). Ses travaux avaient enfin été implémentés; le rapport final de la commission fut publié en 1960, un an après la mort de Johan van Veen. Aux Pays-Bas, on se souvient de Johan van Veen comme étant “le père du plan Delta”, et en Angleterre comme étant “le maître des inondations”.

## Inventions
On peut attribuer plusieurs inventions au nom de Johan van Veen. La plus notoire est le "Van Veen Grab Sampler”, un appareil pour prélever des échantillons de fonds marins (fond troublés).
Il est également l’inventeur des barrières pneumatiques pour prévenir les intrusions salines (autour de 1940).
En 1930 il démontra l’analogie entre l’électricité et le débit de l’eau. À partir de ce principe, Il développa un ordinateur analogique pour calculer le flux des marées (Analogon Electrique) . Entre 1944 et 1956, celui-ci était devenu opérationnel. Plus tard, cet appareil fut amélioré et put calculer le flux des marées et les niche d’eau dans le Delta néerlandais (pour prédire les effets des travaux de fermeture, travaux Delta). Cet ordinateur analogique porte maintenant le nom de Deltar.

## Vie privée
Le 5 mai 1927, Van Veen épousa Hendrika (Henny) Aalfs lors d’un séjour à Suriname. Il eut trois enfants. Malheureusement ce ne fut pas un mariage très heureux. Bien qu’il vienne d’une famille néerlandaise de l’église réformée, il se convertit à la Cristian Science jusqu’en 1937, imitant sa sœur Anna qui vivait alors aux États-Unis.